# Shahrestān di Lamerd
Lo shahrestān di Lamerd o Lamard (farsi شهرستان لامرد) è uno dei 29 shahrestān della provincia di Fars, in Iran. Il capoluogo è Lamerd. 

## Suddivisioni
La suddivisione amministrativa dello shahrestān di Lamerd è cambiata più volte nel corso degli anni. Attualmente, è suddiviso in cinque circoscrizioni (bakhsh):
- Alamarvdasht (بخش علامرودشت)
- Centrale (بخش مرکزی)
- Chahvarz (بخش چاه‌ورز)
- Eshkenan (بخش اشکنان)
- Kheyrgu (بخش خیرگو)